# Градиштеа де Мунте (Хунедоара)
Градиштеа де Мунте (рум. Grădiștea de Munte) насеље је у Румунији у округу Хунедоара у општини Ораштиоара де Сус. Oпштина се налази на надморској висини од 534 m.

## Становништво
Према подацима из 2002. године у насељу је живело 213 становника, од којих су сви румунске националности.